# Sue Barker
Susan Barker (Paignton, 1956. április 19.) brit teniszezőnő. Pályafutása során egy Grand Slam-tornán diadalmaskodott, 1976-ban a Roland Garroson lett bajnok.

## Grand Slam-győzelmek

### Egyéni (1)
| Év   | Torna         | Ellenfél a döntőben | Eredmény a döntőben |
| 1976 | Roland Garros | Renáta Tomanová     | 6–2, 0–6, 6–2       |

## Műsorvezetői pályafutása
Az 1982-es Cincinnati bajnokságon való utolsó sikeres szereplése után Barker fokozatosan a rádiós-televíziós műsorvezetői pálya felé orientálódott és máig ezen a területen dolgozik.

## Külső hivatkozások
- Sue Barker profilja a WTA oldalán (angolul) - Archiválva 2016. augusztus 13-i dátummal a Wayback Machine-ben